# Presses Sorbonne Nouvelle
Pour les articles homonymes, voir PSN.
Les Presses Sorbonne Nouvelle (PSN) sont une maison d'édition liée à l'Université Sorbonne Nouvelle (Paris III).

## Catalogue
Les Presses Sorbonne Nouvelle s'attachent à publier des travaux issus de la recherche universitaire, dans les domaines qui sont représentés dans l'établissement. Elles comptent à leur catalogue environ 600 titres, ouvrages individuels et collectifs, revues et collections numérotées, représentatifs de la diversité des recherches et des auteurs.
Les disciplines littéraires traditionnelles, en particulier les littératures et cultures étrangères et françaises (anciennes, modernes et contemporaines), les sciences du langage, les langues et la traduction sont les plus représentées, mais les Presses ne négligent pas de nouveaux champs comme cinéma et théâtre, information et communication, économie et études européennes.

### Collections
- cinéma, théâtre et communication
  - collection L'Œil vivant
- études européennes et interculturelles
- études italiennes
- littérature française et comparée
  - collection Un auteur, une œuvre
  - collection Fiction/Non Fiction XXI
  - collection Écritures et écrivains d'aujourd'hui
  - collection Page ouverte
- monde anglophone
- monde germanophone
- monde hispanophone
- monde lusophone
- sciences du langage et traduction
- les fondamentaux de la Sorbonne Nouvelle (depuis décembre 2008)
- les vidéos : Un clic, un titre
- les podcasts : « Les Cahiers de poésie bilingue »[1]

### Revues
- revue Théorème (travaux de l'IRCAV, depuis 1989)
- revue Registre (revue de l'IRET fondée en 1996)
- Cahiers d'études hongroises (avec l'Institut hongrois de Paris et le Centre interuniversitaire d’études hongroises, depuis 1989) devenues en 2011 Cahiers d'études hongroises et finnoises
- revue Arzanà
- Cahiers Colette
- revue Stendhal
- Acquisition du langage oral et écrit
- Les Carnets du CEDISCOR (fondés en 1993)
- Cahiers de poésie bilingue
- revue Palimpsestes (fondée en 1987)
- revue Forum (Revue internationale bilingue d’interprétation et de traduction / International Journal of Interpretation and Translation fondée en 2003 par l'ESIT (École supérieure d'interprètes et de traducteurs) et la KSCI (Korean Society of Conference Interpreters)[2]

## Direction
- Direction générale : Catherine Brun, professeure de littérature française
- Direction administrative, financière et technique : Justine Delassus